# Belma Sport
A Belma Sport é uma empresa líder no fabrico e comercialização de artigos desportivos personalizados, atendendo ao mercado português desde 2006.

## Historia
Fundada pelo atual sócio-gerente, César Azevedo, a empresa tem suas raízes na experiência adquirida ao longo de quase uma década trabalhando com as marcas mais renomadas do setor. César herdou sua paixão pela confeção de seu pai, António Couto Azevedo, que estabeleceu uma pequena indústria têxtil em 1996, produzindo vestuário para grandes marcas de moda exportadora.
O impulso pó no qual estavam envolvidos. A qualidade e atenção aos detalhes apresentados nesses podara a fundação da Belma Sport veio de um desafio de amigos que solicitaram a César a fabricação de equipamentos para o clube desportivo os resultaram em uma receção extremamente positiva, gerando uma demanda crescente por equipamentos desportivos e materiais personalizados.
Diante do sucesso alcançado, César decidiu lançar sua própria marca de artigos desportivos, a Belma Sport, atendendo a uma ampla gama de clientes, desde clubes desportivos a câmaras municipais e entidades organizadoras de eventos desportivos.

## Clubes
- ADC Várzea do Douro
- CD Cinfães
- AD Lousada
- Sport Club Rio de Moinhos
- FC Alpendorada
- Sport Clube Nun'Alvares
- AS Wincrange

## Referencias
1. ↑  «Belma Sport - Belma Sport». 23 de abril de 2019. Consultado em 30 de março de 2024
2. ↑  «Belma Sport | LinkedIn». pt.linkedin.com. Consultado em 30 de março de 2024